# Ball Stream
Koordinaten: 77° 26′ S, 163° 43′ O
Der Ball Stream ist ein Schmelzwasserfluss an der Scott-Küste des ostantarktischen Viktorialands. Er fließt 3 km westlich des Marble Point von der Front des Wilson-Piedmontgletschers in nordöstlicher Richtung zum Surko Stream, den er unmittelbar westlich des Orts erreicht, wo letzterer in die Arnold Cove mündet.
Der Fluss wurde zwischen 1957 und 1968 vom US-amerikanischen Geologen Robert Nichols (1904–1995) im Auftrag der United States Navy erkundet. Nichols benannte ihn nach dem US-amerikanischen Bodenphysiker Donald G. Ball, der gemeinsam mit ihm für den Ingenieursdienstleister Metcalf & Eddy aus Boston tätig war.